# Карл Рајнер
Карл Рајнер (Бронкс, 20. март 1922 — Беверли Хилс, 29. јун 2020) био је познати амерички глумац, забављач, редитељ, сценариста, писац и ТВ продуцент. Једна је од најоригиналнијих личности америчке комедије 20. века. Током каријере добио је чак осам награда Еми.
Отац је познатог филмског редитеља Роба Рајнера.

## Каријера

### Први успеси
На почетку каријере глумио је у више бродвејских мјузикала, да би потом почео да се појављује на телевизији.
Године 1959, урадио је пилот емисију за серију „Глава породице“, али мрежи се није допало да Рајнер игра главну улогу. Међутим, већ 1961. иста идеја је преименована и искоришћена за нову серију „Шоу Дик ван Дајка“, која је са новом глумачком поделом постала једна од најпопуларнијих ТВ серија свих времена, приказујући се од 1961. до 1966. Осим што је био сценариста а касније и редитељ серије, Рајнер се у њој повремено појављивао и као темпераментни водитељ Ален Брејди.
У међувремену Рајнер се повремено појављивао и као глумац у филмовима, најзапаженије у комедији „Сеница“ (The Gazebo) (1959) и у чувеном хиту Нормана Џуисона „Руси долазе“. У овом потоњем филму Рајнер игра главну улогу, писца који живи на слабо насељеном америчком острву, на које се грешком усред Хладног рата насукава совјетска подморница. У овој урнебесној комедији, уз Рајнера бриљира и Алан Аркин, као совјетски официр који на све начине покушава да ослободи подморницу пре него што се рашчује за догађај.

### Редитељска каријера
Редитељску каријеру почео је у „Шоу Дик ван Дајка“, да би се након завршетка серије опробао и у филмској режији, режирајући током наредних 30-ак година 15 играних филмова, сви до једног успеле комедије. Први филм који је режирао био је Уђи смејући се (1967), настао по његовој властитој књизи истог наслова.
Његов трећи филм Где је тата? (1970) и дан данас има култни статус. Џорџ Сегал игра њујоршког адвоката коме на путу среће са лепом девојком стоји његова досадна и сенилна мајка (Рут Гордон). Скоро једнако култни статус постигао је и његов наредни филм Ох, Боже (1977), са Џорџом Бернсом у улози Бога.
Рајнер је одиграо и важну улогу у првој фази филмске каријере Стива Мартина, као режисер и косценариста њихова четири заједничка пројекта: Билмез (The Jerk) (1979), Мртваци не носе кариране капутиће (1982), Човек са два мозга (1983) и Све од мене (1984).
Следе симпатична породична комедија Летњи закуп (1985), Берте Ригби, ти си будала (1989), интересантно подсећање на класичне холивудске мјузикле кроз причу о провинцијалцу који се отискује у шоу бизнис, две занимљиве комедије са Кирсти Ели у главној улози Летња школа (1987) и Рођачко ривалство (1990), те Фатални инстинкт (1993), урнебесна пародија на детективске филмове и трилере, пре свега на Ниске страсти и Телесну страст.
Последњи филм који је режирао био је То необично осећање (1997).

## Остале занимљивости
Написао је велики број књига, како оне мемоарског типа тако и романе.
Био је у браку са певачицом Естелом Рајнер (девојачко Лебост), која је осам година старија од њега. Венчали су се 24. децембра 1943, када је он имао 21 а она 29 година и били у браку све до њене смрти, 2008. године. Естела је најзапаженија по реченици коју изговара у филмском хиту у режији њиховог сина Роба Рајнера Кад је Хари срео Сали (1989). Након што Мег Рајан у неком ресторану врло илустративно одглуми оргазам како би Били Кристалу доказала да никада не може бити сигуран да ли жена глуми оргазам или не, Естела (која седи за суседним столом) даје келнеру следећу наруџбину: „И ја ћу исто што и она“.
Карл и Естела Рајнер имају троје деце: Роб Рајнер (рођен 1947), је редитељ и глумац, Ени Рајнер је песникиња и писац, а Лукас Рајнер (рођен 1960) је такође глумац и редитељ.
Иако је пореклом Јеврејин, подигнут у јеврејском стилу и поносан на јеврејско наслеђе, Карл Рајнер се изјашњавао као атеиста.